# The Third Identity – Im Bann der Macht
The Third Identity – Im Bann der Macht (Originaltitel: A Different Loyalty) ist ein US-amerikanisches Filmdrama aus dem Jahr 2004. Die Regie führte Marek Kanievska, das Drehbuch schrieb Jim Piddock. In den Hauptrollen sind Sharon Stone und Rupert Everett zu sehen.

## Handlung
Die Kriegskorrespondentin Sally Tyler arbeitet während des Kalten Krieges in Beirut. Dort lernt sie Leo Cauffield kennen, der für den britischen Geheimdienst arbeitet. Sie verliebt sich und heiratet ihn. Eines Tages verschwindet Leo spurlos.
Bald stellt sich heraus, dass Cauffield ein Doppelagent war und für den KGB arbeitete. Sally fährt ihm hinterher nach Moskau.

## Kritiken
Ed Gonzalez schrieb im Slant Magazine, dass der Film zwar gar nicht die Realität der Zeit des Kalten Krieges in der Sowjetunion widerspiegle, aber Sharon Stone gut aussehen lasse.

## Auszeichnungen
Der Regisseur Marek Kanievska wurde im Jahr 2004 für einen Preis des Internationalen Filmfestivals Moskau nominiert.

## Hintergrundinformationen
Einige Elemente der Handlung beruhen auf der wahren Geschichte von Kim Philby und seiner Frau Eleanor.
Im Film wird die Moskauer Christ-Erlöser-Kathedrale gezeigt, die jedoch im Jahr 1931 gesprengt und in den Jahren 1992 bis 2000 wieder aufgebaut wurde.